# Hajo Sommers
Hans-Joachim „Hajo“ Sommers (* 8. Oktober 1958 in Oberhausen) ist ein deutscher Fußballfunktionär. Er war von Juni 2007 bis Januar 2025 Vorstandsvorsitzender des Fußballvereins Rot-Weiß Oberhausen, mit einer kurzen Unterbrechung von Juni 2023 bis Februar 2024.
Von 1999 bis 2021 betrieb er die Kabarett- und Kleinkunstbühne Ebertbad in Oberhausen.

## Leben

### Fußball
Am 4. Juli 2006 wurde Sommers vom Aufsichtsrat in den Vorstand von Rot-Weiß Oberhausen berufen, am 29. Juni 2007 auch zum Vorsitzenden. Dieses Amt bekleidete er bis zum 5. Juni 2023. Danach blieb er weiterhin Mitglied des Vorstands und war für die Abteilung Frauenfußball, die Handballabteilung und das Marketing des Vereins zuständig. Nach dem Rücktritt seines Nachfolgers Thorsten Binder übernahm Sommers im Februar 2024 wieder den Posten des Vorsitzenden. Im Januar 2025 übergab er das Amt schließlich an Marcus Uhlig.
In den Medien wurde er häufig als Präsident des Vereins bezeichnet. Im Vorstand war er bis Juni 2023 für die Bereiche Finanzen, Mitglieder und Merchandising zuständig. Während seiner ersten Amtszeit stieg der Verein in die 2. Fußball-Bundesliga auf, wo er von 2008 bis 2011 spielte.

### Berufliches
Sommers absolvierte den Zivildienst.
Im Alter von 20 Jahren arbeitete er bei einer McDonald’s-Filiale in Oberhausen. Später war er im Kulturzentrum Druckluft in Oberhausen, in der Discothek „Musik Circus“ sowie als Leiter der Ausstellung im Gasometer Oberhausen und als Geschäftsführer der Werbegemeinschaft im Bero-Zentrum Oberhausen tätig.
Von 1999 bis 2021 betrieb Sommers die Kabarett- und Kleinkunstbühne Ebertbad in Oberhausen, seit 2013 in alleinverantwortlicher Position. Zum 1. November 2021 übergab er die Leitung an seinen langjährigen Mitarbeiter Tobias Voss.
Daneben betrieb Sommers von 2005 bis 2013 und erneut seit 2023 die Theatergastronomie Falstaff im Gebäude des Theaters Oberhausen.

### Politik
Sommers kandidierte bei der Bundestagswahl 2021 als Direktkandidat für Die PARTEI im Wahlkreis Oberhausen – Wesel III.

### Privates
Sommers ist seit 1994 mit der Kabarettistin Gerburg Jahnke verlobt.